# Redondo Beach
Redondo Beach är en stad i Los Angeles County, Kalifornien, USA. Staden ligger i South Bay-regionen och räknas som en av de tre "Beach Cities". Redondo Beach gränsar bland andra till Hermosa Beach, Manhattan Beach och Torrance.
En stor del av tv-serien The O.C spelades även in här.
Befolkningen var 63261 personer vid folkräkningen år 2000. 

## Geografi
Enligt United States Census Bureau, har staden en total areal på 16,7 km².  16,3 km² av arealen är land och  0,4 km² är vatten.

## Befolkning
Enligt folkräkningen år 2000 fanns det 63 261 invånare fördelat på 78,62% "vita", 2,52% Afroamerikaner, 0,47% "amerikansk ursprungsbefolkning, 9,10% asiater, 4,37% "av annan ras" och 4,58% "av två eller flera raser". Latinamerikaner oavsett ras var 13,47% av beolkningen.
5,9% av befolkningen i Redondo Beach levde under fattigdomsgränsen (år 2004) jämfört med 13,1 % för hela USA och 13,3% för Kalifornien .

## Begravningsplats
Redondo Beach har en begravningsplats, Pacific Crest Cemetery, belägen i North Redondo. Den svenske fotografen Måns Birger Bruzelius är begraven här.